# アンカサンドラ
『アンカサンドラ』は原作斐文士吾朗、作画天道グミによる日本の少年漫画作品。『月刊少年ライバル』（講談社）にて2008年5月号（創刊号）から同12月号まで連載された。

## ストーリー
別宮七喜は、鏡の中に未来の凶事を視る不思議な力を持つ少女。
未来を変えられないというトラウマから逃れるため上京してきた彼女は、
奇行を繰り返す謎の青年、木崎万丈に命を救われる。
彼の素性を探るべく、彼が肌身離さず所持する手帳を見た七喜。
それはこれから起きる事件、事故が綴られた奇妙な手帳だった。
彼もまた、未来を見通す存在だったのだ。
手帳の最後のページに記されたのは"20歳で訪れる自身の死"。
それを覆すべく、手帳に記された予言を突き崩してきたのだという。
過去に縛られ、ためらう七喜であったが、
予言に囚われず災禍に身を投じる万丈の姿に心を動かされ、予言破壊の戦いに協力する事に。
やがて、予言の遵守を画策する第三の存在が現れ、
物語は全ての予言の元凶たるカサンドラへと繋がっていく。

## 登場人物

### 主要人物
別宮七喜（べっく ななき）
本作品の主人公の一人。鏡で未来の凶事を視る能力を持った少女。過去に友人が事故で死亡する凶事を視ていたにも関わらず、友人を救うことができなかったことがトラウマとなっており、未来を変えることはできないと考えていた。しかし、予言を破壊する木崎万丈と出会い未来を変えることができることを知り、万丈に協力することになる。
木崎万丈（きざき ばんじょう）
本作品の主人公の一人。未来の凶事が綴られた手帳を持つ青年。"20歳で訪れる自身の死"を覆すためにさまざまな予言を破壊してきた。予言を破壊するためさまざまな事件・事故の現場に行くことが多いため、出席日数が足りず留年している。事件・事故の現場にいることが多いため周りからは不運な人だと思われている。七喜からは変人だと思われていたが、自信と同じ未来の凶事を知る能力を持っていると知った後は互いに信頼し合う関係になる。
ちあさ
七喜や万丈と同じく予言の能力を持つ少女。未来を視ることはできず、凶事が起こる寸前になると頭痛が起きる。カサンドラの仮面を封印するための面を持っており、兄と供にカサンドラの仮面を探していたが、兄は道中の事故で死亡している。七喜と万丈に出会い協力することになる。

### 敵対する人物
馬北栄太郎（まきた　えいたろう）
七喜や万丈と同じく予言の能力を持つ男。テープレコーダーで未来を知ることができる。"未来は与えられるもの"という考えを持っており、自身が視た予言を執行する。そのため予言を破壊する七喜や万丈と対立することになる。
カサンドラの仮面
身に着けた者の望む未来を作り出す仮面で、作中の預言者たちが視ている予言を作り出した。カサンドラの亡骸から作られた仮面で、カサンドラの意思を持っている。過去に戦争が起きることを予言したが誰も信じず、国が滅び自身も敵国に捕らえられ獄中で死亡している。その過去から自身の予言を信じなかった人間に復讐するためにさまざまな未来を作り出してきた。

## 書誌情報
- 天道グミ 『アンカサンドラ』 講談社〈ライバルKC〉、全2巻
  1. 2008年9月4日発売、ISBN 978-4-06-380009-8
  2. 2009年1月5日発売、ISBN 978-4-06-380024-1